# Björn Vleminckx
Björn Vleminckx (wym. [ˈbjøːrn ˈvleː.mɪŋks]; ur. 1 grudnia 1985 w Boom) – belgijski piłkarz występujący na pozycji napastnika. Zawodnik klubu Royal Antwerp FC.

## Kariera klubowa
Vleminckx jako junior grał w klubach Excelsior Puurs, KSV Bornem oraz KSK Beveren, do którego trafił w 1995 roku. W 2002 roku został włączony do jego pierwszej drużyny grającej w Eerste klasse. W tych rozgrywkach zadebiutował 5 kwietnia 2003 roku w wygranym 6:0 pojedynku z KV Mechelen. 2 maja 2004 roku w zremisowanym 1:1 spotkaniu z Cercle Brugge strzelił pierwszego gola w Eerste klasse. W tym samym roku dotarł z klubem do finału Puchar Belgii, jednak Beveren uległo tam ekipie Club Brugge. Sezon 2005/2006 spędził na wypożyczeniu w KV Oostende.
W 2006 roku Vleminckx odszedł do KV Mechelen z Tweede klasse. W 2007 roku awansował z zespołem do Eerste klasse. W Mechelen spędził jeszcze 2 lata. W 2009 roku podpisał kontrakt z holenderskim NEC Nijmegen. W Eredivisie pierwszy mecz zaliczył 2 sierpnia 2009 roku przeciwko Feyenoordowi (0:2). 7 sierpnia 2009 roku w wygranym 4:1 pojedynku z SC Heerenveen zdobył pierwszą bramkę w Eredivisie. W sezonie 2010-11 został królem strzelców Eredivisie zdobywając 23 bramki.
W 2011 roku odszedł do Club Brugge. W 2013 roku został wypożyczony do Gençlerbirliği SK. Latem 2013 został zawodnikiem Kayseri Erciyessporu. W sezonie 2015/2016 grał w Göztepe, a latem 2016 trafił do Royal Antwerp FC. Od 2019 roku gracz FC Oppuurs

## Kariera reprezentacyjna
W reprezentacji Belgii Vleminckx zadebiutował 11 sierpnia 2010 roku w przegranym 0:1 towarzyskim meczu z Finlandią.